# Wusum Stars
The Wusum Stars of Bombali – sierraleoński klub piłkarski grający w sierraleońskiej pierwszej lidze, mający siedzibę w mieście Makeni.

## Sukcesy
- Puchar Sierra Leone[1]:
  - zwycięstwo (1): 1979
  - finał (1): 1973

## Występy w afrykańskich pucharach
| Sezon | Rozgrywki                 | Runda | Kraj | Klub       | Dom | Wyjazd | Dwumecz      |
| ----- | ------------------------- | ----- | ---- | ---------- | --- | ------ | ------------ |
| 1980  | Puchar Zdobywców Pucharów | 1     |      | Kadiogo FC | 4–1 | 1–4    | 5–5 (k. 2–4) |

## Stadion
Domowe mecze klub rozgrywa na stadionie o nazwie Wusum Sports Stadium w Makeni, który może pomieścić 2 000 widzów.

## Reprezentanci kraju grający w klubie od 1990 roku
Stan na styczeń 2023.
| - Abu Dumbuya - Alimamy Kamara | - Saidu Mansaray |